# Hippolais
Hippolais là một chi chim trong họ Acrocephalidae.